# (655) Briséis
Pour les articles homonymes, voir Briséis (homonymie).
(655) Briséis, désignation internationale (655) Briseïs, est un astéroïde de la ceinture principale.

## Description
(655) Briséis, désignation internationale (655) Briseïs, est un astéroïde de la ceinture principale découvert le 4 novembre 1907 par l'astronome américain Joel Metcalf à Taunton. Sa désignation provisoire était 1907 BF. 
Il est nommé d'après Briséis, héroïne de la guerre de Troie.